# 플런더포닉스
플런더포닉스 (Plunderphonics)는 인식 가능한 음악 작품을 샘플링하여 트랙을 구성하는 음악 장르이다. 이 용어는 작곡가 존 오스왈드가 1985년 에세이 "플런더포닉스, 또는 작곡 특권으로서의 오디오 해적질(Plunderphonics, or Audio Piracy as a Compositional Prerogative)"에서 만들어냈으며, 결국 그의 그레이폴디드 앨범의 라이너 노트에 명확하게 정의되었다. 플런더포닉스는 사운드 콜라주의 한 형태이다. 오스왈드는 이를 독창성과 정체성의 개념을 질문하는 참조적이고 자의식적인 실천으로 묘사했다.
플런더포닉스의 개념은 광범위하지만, 실제로는 일반적으로 플런더포닉 음악이라고 불리는 것에서 많은 공통적인 테마가 사용된다. 여기에는 1950년대의 교육 영화, 뉴스 보도, 라디오 프로그램 또는 훈련된 보컬 아나운서가 나오는 모든 것의 대규모 샘플링이 포함된다. 오스왈드의 이 장르에 대한 기여는 이러한 자료를 거의 사용하지 않았으며, 예외는 랩과 같은 1975년 트랙 "Power"로, 레드 제플린의 연주곡과 미국 남부 복음주의자의 설교를 결합했다.
다른 소스를 샘플링하는 과정은 다양한 장르 (특히 힙합 및 특히 턴테이블리즘)에서 발견되지만, 플런더포닉 작품에서는 샘플링된 자료가 종종 유일하게 사용되는 사운드이다. 이러한 샘플은 일반적으로 허가를 받지 않아 저작권 침해로 법적 조치가 취해지는 경우가 있다. 일부 플런더포닉 예술가들은 자신들의 작품을 과도하게 제한적인 저작권법에 항의하는 데 사용한다. 많은 플런더포닉 예술가들은 다른 예술가들의 자료를 사용하는 것이 공정 이용 원칙에 해당한다고 주장한다.
이 과정의 발전은 창조적인 음악가들이 원곡을 도용하여 새로운 재료와 사운드를 덧입혀 원래의 곡이 가려지고 제거될 때까지 진행된다. 종종 음계와 비트를 사용하기도 한다. 이는 미국 실험 밴드 더 레지던츠 (비틀즈의 트랙을 사용)와 네거티블랜드, 더 더스트 브라더스, DJ 섀도 및 더 애벌랜치스와 같은 유명한 거장들이 사용하는 스튜디오 기반 기술이다.

## 초기 사례
플런더포닉스라는 용어는 오스왈드가 1980년대에 만들었을 때부터 만들어진 음악에만 적용되는 경향이 있지만, 비슷한 방식으로 만들어진 이전 음악의 몇 가지 예가 있다. 특히, 디키 굿맨과 빌 부캐넌의 1956년 싱글 "The Flying Saucer"는 굿맨이 외계의 침공을 보도하는 라디오 기자로 출연하며 다양한 현대 음반의 샘플이 삽입되어 있다.
크리스 커틀러에 따르면, "1961년이 되어서야 제임스 테니의 유명한 콜라주 No. 1 ('블루 스웨이드')에서 플런더포닉 기술의 명확한 설명이 등장했다. 이것은 엘비스 프레슬리의 히트곡 'Blue Suede Shoes'를 조작한 것이었다. 도전장이 던져졌다. 테니는 '비예술적'이고 저급한 작품을 집어들어 '예술'로 탈바꿈시켰다. 인기 있는 곡에 변주곡을 쓰는 식으로 작곡된 음악처럼 한 것이 아니라, 단순히 축음기 음반에 다양한 물리적, 전기적 절차를 가함으로써 말이다." 오스왈드에 따르면, "'블루 스웨이드'의 차이점은 다른 음악 작품의 매우 잘 알려진 기존 녹음을 대담하게 사용했다는 점이다. 이 노골적인 전유는 나 자신과 다른 많은 사람들에게 이어지는 수십 년 동안 샘플링과 플런더포닉스의 바다를 발견하게 해주었다."
더 레지던츠의 "Beyond The Valley Of A Day In The Life"는 비틀즈 음반의 발췌로 구성되어 있다. 1970년대의 여러 나이트클럽 DJ들은 자신들이 틀던 음반을 재편집했고, 이는 종종 후렴을 한두 번 더 추가하여 음반을 늘리는 것에 불과했지만, 이것 또한 플런더포닉스의 한 형태로 간주될 수 있었다.
일부 클래식 작곡가들은 녹음된 음악이 아닌 기록된 음악에 일종의 플런더포니아를 연주했다. 아마도 가장 잘 알려진 예는 루치아노 베리오의 심포니아의 세 번째 악장으로, 다른 작곡가들의 음악에서 가져온 여러 인용문이 말러의 두 번째 교향곡의 두 번째 악장 전체 연주에 겹쳐져 있다. 알프레트 시닛케와 마우리치오 카겔 또한 이전 작곡가들의 작품을 광범위하게 사용했다. 다른 사람들의 음악을 자주 도용한 이전 작곡가로는 찰스 아이브스 (자신의 작품에서 포크송과 찬가를 자주 인용)와 페루초 부소니 (1909년 피아노 모음곡인 An die Jugend의 한 악장에는 요한 제바스티안 바흐의 전주곡과 푸가가 동시에 연주된다)가 있다. 1990년대에 오스왈드는 고전 음악가들을 위해 라스칼리 클레피투아르(Rascali Klepitoire)라는 용어로 분류한 많은 악보를 작곡했다.
프랑스에서는 장자크 비르제가 1974년부터 (영화 "La Nuit du Phoque"를 위해) "라디오포니" 작업을 해왔다. 그는 라디오를 녹음하고 라디오-카세트의 일시정지 버튼으로 실시간으로 샘플을 편집했다. 그의 그룹 Un Drame Musical Instantané는 1981년 LP "A travail égal salaire égal"에 "Crimes parfaits"를 녹음하여 작품 자체에서 전체 과정을 설명하고 이를 "사회적 사운드스케이프"라고 불렀다. 그는 1986년 "Qui vive?" CD에서 TV에도 같은 기법을 적용했고, 1998년 CD "Machiavel"을 앙투안 슈미트와 함께 발매했는데, 이는 자신의 과거 LP에서 가져온 111개의 아주 작은 루프를 사용한 인터랙티브 비디오 스크래치였다.

## 플런더포닉스 (EP)
플런더포닉스는 존 오스왈드의 EP 발매의 제목으로 사용되었다. 오스왈드가 이 단어를 원래 사용한 것은 단일 아티스트의 샘플로만 만들어지고 다른 자료는 사용되지 않은 작품을 지칭하기 위함이었다. 윌리엄 S. 버로스의 잘라내기 기법에 영향을 받아 그는 1970년대에 플런더포닉 녹음을 시작했다. 1988년에 그는 플런더포닉스 EP 사본을 언론과 라디오 방송국에 배포했다. 여기에는 네 개의 트랙이 포함되어 있었다. "Pretender"는 돌리 파튼이 "The Great Pretender"를 부른 싱글을 렌코 보겐 턴테이블에서 점차 느리게 재생하여 그녀의 목소리가 결국 남성처럼 들리게 했다. "Don't"는 엘비스 프레슬리의 동명 곡 녹음에 녹음에서 가져온 샘플과 밥 와이즈먼, 빌 프리셀, 마이클 스노를 포함한 다양한 음악가들의 오버더빙을 덧입힌 것이었다. "Spring"은 이고르 스트라빈스키의 봄의 제전을 편집한 버전으로, 뒤섞이고 다른 부분들이 서로 겹쳐서 연주되었다. "Pocket"은 카운트 베이시의 "Corner Pocket"을 기반으로 했으며, 여러 부분들이 몇 번 반복되도록 편집되었다.

## 플런더포닉 (음반)
1989년 오스왈드는 25개 트랙으로 크게 확장된 CD 버전의 플런더포닉스를 발매했다. EP와 마찬가지로 각 트랙은 한 아티스트의 자료만을 사용했다. 대중음악인 비틀즈와 클래식 작품인 루트비히 판 베토벤의 교향곡 7번의 자료를 재작업했다. EP와 마찬가지로 판매용으로 제공되지 않았다. 이 음반의 중심 아이디어는 모든 사운드가 "도난당했다는" 사실이 매우 명백해야 한다는 것이었다. 포장에는 사용된 모든 샘플의 출처가 나열되어 있었지만, 음반에 사용될 권한은 요청되지도 주어지지도 않았다. 캐나다 음반 산업 협회(Canadian Recording Industry Association)가 여러 고객(특히 마이클 잭슨의 노래 "Bad"가 잘게 잘려 "Dab"으로 재배열된)을 대표하여 저작권 남용을 주장하며 법적 조치 위협을 가한 후, 배포되지 않은 모든 플런더포닉 사본은 파괴되었다. 음반 업계 대표자들의 여러 언론 성명은 특히 마이클 잭슨의 Bad 앨범 커버에서 가져온 벌거벗은 여성의 변형된 이미지를 특징으로 하는 앨범 커버 아트가 논쟁의 대상임을 밝혔다.

## 후기 작품
Plexure (1993)는 오스왈드가 "일렉트로쿼테이션"(electroquotations)이라고 명명한 것을 특징으로 한다. 이는 CD 시대의 첫 10년인 1982년부터 1993년 사이에 상업적으로 발매된 1,000개 이상의 트랙에서 발견되는 상업용 디지털 사운드 파일 부분의 정확한 복제물이다. 수천 개의 이러한 "일렉트로쿼테이션" 조각은 도입부 자료 이후 곡 전체에 걸쳐 가속화되는 템포 스펙트럼의 위치에 따라 겹쳐진다.
오스왈드는 이후 필 레시에게 접근하여 그레이트풀 데드의 자료를 사용하여 앨범 그레이폴디드 (1994/5)를 만들었다.
Plunderphonics 69/96 (2001)은 오스왈드의 1969년부터 1996년까지의 작품 모음집으로, 오리지널 플런더포닉 CD의 트랙들도 포함되어 있다.

## 타인의 주목할 만한 작품
"플런더포닉"이라는 용어는 오늘날 완전히, 또는 거의 완전히 샘플로만 구성된 모든 음악을 지칭하는 더 넓은 의미로 사용된다.
DJ 섀도는 1996년 앨범 Endtroducing.....을 시작으로 플런더포닉스에서 중요한 인물로 자주 언급되어 왔으며, 그의 작품은 이후의 지지자들에게 결정적인 영향을 미쳤다.
다른 주목할 만한 DJ로는 미스터 스크러프 (앤디 카시)가 있다. 그의 1999년 앨범 Keep It Unreal에 수록된 히트곡 "Get a Move On!"은 문도그의 "Bird's Lament (In Memory of Charlie Parker)"를 기반으로 하며, 링컨 (자동차) 및 볼보 자동차부터 프랑스 텔레콤 및 가이코 보험에 이르기까지 여러 광고에 사용되었다. 이 곡은 또한 T-본 워커의 "Hypin' Woman Blues"에서 보컬을 샘플링했으며, 러버레그스 윌리엄스의 "That's the Blues" 곡의 샘플을 포함하고 있다.
더 애벌랜치스 또한 이 장르의 중요한 아티스트로 언급되어 왔으며, 특히 2000년에 발매된 그들의 앨범 Since I Left You는 중요한 전환점이 되는 작품으로 주목받았다.
랩소디에 글을 쓴 필립 셔번과 배서티에 글을 쓴 조셉 크롤은 Endtroducing.....과 Since I Left You가 가장 중요한 플런더포닉스 앨범 두 장이라고 말했으며, 크롤은 또한 2006년에 발매된 제이 딜라의 Donuts도 포함시켰다.
1992년, 프랑스 노이즈 록 밴드 파네우로피안 아키텍처(Paneuropean Architecture)는 존 오스왈드의 작품을 언급하며 앨범 Toi Jeune!을 발표했다. 이 앨범은 2006년에 재발매되어 "plundernoize"라는 제목이 붙었다.

## 같이 보기
- 포고 (음악가) – 종종 플런더포닉스 장르의 음악가로 언급된다